# Joan Barclay
Pour les articles homonymes, voir Barclay.
Joan Barclay parfois créditée Geraine Greear ou Geraine Greer, (née à Minneapolis le 31 août 1914 et morte à Palm Desert le 22 novembre 2002) est une actrice américaine.

## Filmographie partielle
- 1927 : Le Gaucho (The Gaucho) de F. Richard Jones : L'enfant miraculée du sanctuaire
- 1934 : Le Cabochard (The St. Louis Kid) de Ray Enright
- 1936 : The Kid Ranger de Robert N. Bradbury : Mary Brokaw , alias Mary Mason
- 1936 : West of Nevada de Robert F. Hill : Helen Haldain
- 1937 : L'Amateur gangster (Amateur Crook) de Sam Katzman : Betsy Cummings, alias Mary Layton
- 1938 : The Purple Vigilantes de George Sherman
- 1938 : Whirlwind Horseman de Robert F. Hill
- 1938 : Two Gun Justice de Alan James
- 1938 : Pioneer Trail de Joseph Levering
- 1938 : Lightning Carson Rides Again de Sam Newfield
- 1939 : Six-Gun Rhythm de Sam Newfield : Jean Harper
- 1939 : Convict's Code de Lambert Hillyer : Elaine
- 1939 : Texas Wildcats de Sam Newfield
- 1939 : Outlaws Paradise de Sam Newfield
- 1939 : The Gentleman from Arizona de Earl Haley
- 1940 : Swing Romance (Second Chorus) de H. C. Potter : la réceptionniste
- 1941 : La Danseuse des Folies Ziegfeld (Ziegfeld Girl) de Robert Z. Leonard : une actrice dans le bureau de Slayton (non créditée)
- 1941 : Billy the Kid's Round-Up de Sam Newfield : Betty Webster
- 1942 : Black Dragons de William Nigh : Alice Saunders
- 1942 : Le Voleur de cadavres (The Corpse Vanishes) de Wallace Fox : Alice Wentworth
- 1943 : La Musique en folie (Around the World) d'Allan Dwan : elle-même
- 1943 : Le Faucon pris au piège (The Falcon Strikes Back) d'Edward Dmytryk : invitée à l'hôtel (non créditée)
- 1943 : Bombardier de Richard Wallace : secrétaire de Buck (non créditée)
- 1944 : Dansons gaiement  (Step Lively) de Tim Whelan : employée de la Western Union
- 1944 : Sérénade américaine (Music in Manhattan) de John H. Auer : une fille de la Chorale
- 1945 : Le Cobra de Shanghaï (The Shanghai Cobra) de Phil Karlson : Paula Webb